# Volleyball Club Val-de-Travers
Il Volleyball Club Val-de-Travers è una società di pallavolo femminile svizzera, con sede a Val-de-Travers: milita nel campionato svizzero di Lega Nazionale A.

## Storia
Il Volleyball Club Val-de-Travers viene fondato nel 1971. Trascorre quasi mezzo secolo nelle categorie minori del campionato svizzero, finché viene ripescato in Lega Nazionale A, esordendovi nella stagione 2019-20.

## Rosa 2019-2020
| N° | Nome                 | Ruolo | Data di nascita   | Nazionalità sportiva |
| -- | -------------------- | ----- | ----------------- | -------------------- |
| 1  | Noa Doyat            | L     | 13 maggio 1995    | Svizzera             |
| 3  | Camille Simonin      | C     | 11 aprile 1996    | Svizzera             |
| 4  | Kory Cheshire        | C     | 4 gennaio 1996    | Canada               |
| 5  | Lisa Sène            | O     | 29 dicembre 1995  | Svizzera             |
| 6  | Julia Matera         | S     | 21 giugno 1999    | Svizzera             |
| 7  | Tania Hübscher       | C     | 5 settembre 1992  | Svizzera             |
| 8  | Olivia Wassner       | P     | 22 marzo 1999     | Svizzera             |
| 9  | Alexandra Davenport  | S     | 8 aprile 1995     | Stati Uniti          |
| 10 | Mariana Francischini | S     | 21 febbraio 1988  | Brasile              |
| 11 | Margaret Riley       | P     | 23 gennaio 1993   | Stati Uniti          |
| 12 | Maëlle Cabanes       | L     | 15 ottobre 1998   | Svizzera             |
| 14 | Makena Schoene       | O     | 14 settembre 1994 | Stati Uniti          |